# Ческе Будейовице
Ческе Будейовице (на чешки: České Budějovice; на немски: Böhmisch Budweis или Budweis) е град в югозападна Чехия, център на Южнобохемски край. Разположен е на река Вълтава, а населението му е около 97 337 души (2024).

## История
Кралският град е основан крал Отокар II през 1265 г. Разположението и планирането на града е извършено от рицаря на краля Хирзо. Градът е бил укрепен и е имал три порти. Той веднага се превръща в политическа и икономическа столица на Южна Бохемия. Градът бързо забогатява благодарение на развитието на търговията и занаятите и благодарение на добива на сребро в близкия район. Немскоезичните заселници идват от Бохемската гора и Горна Австрия. През 1341 г. крал Йоан Бохемски разрешава на еврейските семейства да живеят в градските стени. Първата синагога е построена през 1380 г. В началото на 15-ти и 16-ти век еврейската общност наброява около 100 жители. През 1505-1506 г. се случва погром и евреите са изгонени от града. През 16 век броят на немските занаятчии в града нараства. През 18 век немците стават мнозинство. Градските укрепления успяват да устоят на хуситите по време на хуситските войни, но развитието на града е прекъснато от Тридесетгодишната война и обширния пожар през 1641 г., по време на който две трети от града са унищожени. Реконструкциите в бароков стил, които се провеждат през следващите десетилетия, променят архитектурния облик на града. През 1785 г. папа Пий VI основава римокатолическата епархия на Ческе Будейовице и църквата Свети Николай е превърната в катедрала.

## Медии
Местни радиостанции:
- Чески розхлас Ческе Будейовице (Český rozhlas České Budějovice)
- Радио Фактор Rádio Faktor (Радио Родземи Rádio Podzemí)
- Радио Голд (Rádio Gold)
- Елдорадио (Eldorádio)
- Кис Ижни Чехи Kiss Jižní Čechy

## Спорт
Местни клубове от Ческе Будейовице:
- СК Динамо Ческе Будейовице (SK Dynamo České Budějovice) (Футбол)
- ХК Мунтфелд (HC Mountfield) (хокей на лед)
- Тдж карате Ческе Будейовице TJ karate České Budějovice (карате)
- Боен клуб Ческе Будейовице Fight Club České Budějovice (карате, таекуондо, кикбокс)

## Побратимени градове
- Гомел, Беларус
- Зул, Тюрингия, Германия
- Линц, Австрия
- Лориан, Франция
- Нитра, Словакия
- Пасау, Германия, от 1987

## Kартинна галерия
- Ческе Будейовице - České Budějovice